# Собор Богоматери Кармельской (Холо)
Собор Богоматери Кармельской (исп. Catedral de Nuestra Señora del Carmen) — католический храм в городе Холо, на одноимённом острове (провинция Сулу, Автономный регион Бангсаморо в Мусульманском Минданао, Филиппины). Кафедральный собор Апостольского викариата Холо.  Настоятелем храма является апостольский викарий — титульный епископ Вальпуэсты Анхелито Р. Лампон. Освящён во имя Пресвятой Девы Марии, покровительницы кармелитов.

## Атаки, совершённые на храм
10 января 2010 года перед храмом взорвались гранаты, брошенные в сторону могил двух бывших епископов — Фрэнсиса Дж. Максорли и Бенжамина де Хесуса. Взрыв произошел за час до того, как была запланирована месса. Обошлось без жертв и пострадавших. 
Вечером 20 мая того же года история с гранатами повторилась, в результате собор получил незначительные повреждения. Однако никаких сообщений о травмах не поступало. 
27 января 2019 года внутри собора был совершён теракт. По предварительной информации, погибли 18 и ранены более 80 человек. Ответственность за нападение взяло на себя «Исламское государство».